# Chuck Russell
Charles Russell, detto Chuck (Highland Park, 6 agosto 1958), è un regista, sceneggiatore e produttore cinematografico statunitense.

## Biografia
Charles Chuck Russell nasce ad Highland Park, nell'Illinois, nel 1958.
È stato sposato con Patti Russell, dalla cui relazione è nato Logan Joseph Russell, il 18 ottobre 1988.

### Carriera
Ha debuttato nel mondo del cinema nel 1984, sceneggiando e partecipando come produttore esecutivo all'horror indipendente Dreamscape.
Tre anni più tardi viene coinvolto alla regia di Nightmare 3 - I guerrieri del sogno, film della saga di Nightmare che riceve ottime critiche e viene considerato il miglior sequel di tutta la saga. Il successo arriva invece nel 1988, quando dirige l'horror semifantascientifico Blob, film che presto diventa un culto e per il quale riceve riscontri positivi e soprattutto nel 1994 con il fortunatissimo The Mask, uno dei film di maggior successo del periodo d'oro del comico canadese Jim Carrey.
Ha collaborato in seguito con l'attore austriaco Arnold Schwarzenegger nel 1996, dirigendo L'eliminatore per poi tornare alla ribalta con la regia del thriller La mossa del diavolo con Kim Basinger, storia di una bambina designata come nuovo messia e di una setta satanica che cerca di farla convertire al loro culto per distruggere il piano divino.
Due anni più tardi dirige il prequel de La mummia - Il ritorno, Il Re Scorpione, con la partecipazione speciale dell'ex-wrestler Dwayne Johnson.
Con l'aumentare dei progetti richiesti a Hollywood, Russell ha fondato lo studio cinematografico Darabont/Russell Productions insieme al socio e collega Frank Darabont.
Nel 2009 ha rifiutato la regia di Piranha 3D, andata poi ad Alexandre Aja.

## Filmografia

### Regista

#### Cinema
- Nightmare 3 - I guerrieri del sogno (A Nightmare on Elm Street 3: Dream Warriors) (1987)
- Blob - Il fluido che uccide (The Blob) (1988)
- The Mask (1994)
- L'eliminatore - Eraser (Eraser) (1996)
- La mossa del diavolo (Bless the Child) (2000)
- Il Re Scorpione (The Scorpion King) (2002)
- Io sono vendetta - I Am Wrath (I Am Wrath) (2016)
- Junglee (2019)
- Paradise City (2022)

#### Televisione
- Fringe - serie TV, episodio 3x07 (2010)

### Sceneggiatore
- Dreamscape - Fuga nell'incubo (Dreamscape), regia di Joseph Ruben (1984)
- Nightmare 3 - I guerrieri del sogno (A Nightmare on Elm Street 3: Dream Warriors) (1987)
- Blob - Il fluido che uccide (The Blob) (1988)
- Junglee (2019)

### Produttore

#### Cinema
- The Great American Girl Robbery, regia di Jeff Werner (1979)
- Hell Night, regia di Tom DeSimone (1981)
- Chi vuole uccidere Miss Douglas? (The Seduction), regia di David Schmoeller (1982)
- Dreamscape - Fuga nell'incubo (Dreamscape), regia di Joseph Ruben (1984)
- Body Rock, regia di Marcelo Epstein (1984)
- Voglia di ballare (Girls Just Want to Have Fun), regia di Alan Metter (1985)
- A scuola con papà (Back to School), regia di Alan Metter (1986)
- The Mask (1994)
- L'eliminatore - Eraser (Eraser) (1996)
- Collateral, regia di Michael Mann (2004)

#### Televisione
- Black Cat Run, regia di D.J. Caruso - film TV (1998)